# Ray Eberle
Ray Eberle (* 19. Januar 1919 in Mechanicville, New York; † 25. August 1979 in Douglasville, Georgia) war ein Sänger des Bigband-Swing. Er hatte seine ersten Hits mit dem Orchester von Glenn Miller und setzte später seine Karriere als Bandleader fort.

## Leben und Wirken
Eberle, Bruder des Sängers Bob Eberly, der Mitglied des Jimmy Dorsey Orchestra wurde, sang wie sein Bruder als Autodidakt auf Schulfesten. Als Glenn Miller seine Band gründete, ließ er sich von Dorsey beraten; dieser war der Ansicht, dass eine Bigband auf jeden Fall einen Sänger bräuchte. Auf Nachfrage Millers schlug Bob Eberly, der bei dem Gespräch anwesend war, seinen Bruder vor. Miller holte Eberle, der 1937 bereits mit Eddie Miller aufnahm, 1938 in seine Band und hatte Erfolge mit seinen Interpretationen von Over the Rainbow, Indian Summer,  At Last , My Prayer, A Nightingale in Berkeley Square, Moonlight Cocktails, Serenade In Blue die sich teilweise zu Hits entwickelten. Auch war Eberle in den Musikfilmen Sun Valley Serenade (1941) und Orchestra Wives (1942) zu sehen.
Im Juni 1942 musste Eberle die Miller-Band verlassen, nachdem er zu spät zu den Proben gekommen war. Daraufhin wurde er Mitglied der Band von Gene Krupa. Nachdem er ab 1943 seinen Wehrdienst absolviert hatte, gründete er 1945 eine eigene Band, die zunächst Stücke wie Moonlight Serenade und Arrangements im Miller-Stil spielte. Die Band, die zunehmend Easy Listening spielte, hatte bis Mitte der 1950er Jahre Bestand. Dann trat er im Fernsehen auf und arbeitete mit The Modernaires, bevor er mit Tex Beneke und seiner Original Glenn Miller Band in den frühen 1970er Jahren auf Tournee ging. Dann war er mit eigener Band in Las Vegas tätig. 1978 spielte er noch im New Yorker Madison Garden.
1995 wurde er in die Georgia Music Hall of Fame aufgenommen.
Die Tochter Eberles, Jan Eberle, ist Sängerin und veröffentlichte 2002 eine Biographie über ihren Vater (The Eberle Named Ray).